# Seznam majáků v Rusku
Seznam majáků v evropské části Ruské federace
Majáky v Rusku můžeme rozdělit na námořní, říční a jezerní. Námořní majáky v evropské části Ruska se nacházejí na pobřeží Azovského moře, Baltského moře, Barentsova moře, Bílého moře, Černého moře a majáky jezerní na Ladožském jezeře a Oněžském jezeře.
Námořní majáky asijské části se nacházejí v Kaspickém moři, Ochotském moři, Japonském moři, Beringovu moři, na pobřeží Severního ledového oceánu, Kamčatky a Čukotky, Kurilských ostrovů a Sachalinu. Jezeře Bajkal.

## Azovské moře
| Název majáku | Obrázek | Stav    | souřadnice                       | Poznámka                                                                                  |
| ------------ | ------- | ------- | -------------------------------- | ----------------------------------------------------------------------------------------- |
| Taganrog     |         | zbourán | 47°12'11.163" N, 38°56'42.698" E | Postaven v roce 1878, zbourán v roce 1970. Na jeho místě postavena kovová věž se světlem. |
| Temrjukský   |         | aktivní | 45°19'50.000" N, 37°13'52.000" E | Výstavba v roce 1913 byla přerušena první světovou válkou. Dostavěn v roce 1916.          |

## Baltské moře
| Název majáku                   | Obrázek | Stav    | Souřadnice                    | Poznámky |
| ------------------------------ | ------- | ------- | ----------------------------- | --- |
| Baltijsk                       |         | funkční | 54°38′20″ N, 19°53′21″ E      | |
| Bolšoj Tjuters (Velký Tjuters) |         | funkční | 59° 51′ 15″ N, 27° 11′ 12″ E  | Maják postaven v roce1904 |
| Vyborg                         |         | funkční | 60°31'34.0"N, 28°22'33.0"E    | Postaven v roce 1987, 10 m vysoký, zdroj světla 14 m n. m. |
| Gvardějský                     |         | funkční | 54°57′33″ N, 20°16′04″E       | 40 m vysoký, zdroj světla ve výšce 50 m n. m. |
| Hoglandský severní             |         | funkční | 60°6′17″ N, 26°57′26″ E       | Na ostrově Hogland. Postaven v roce 1965 v místě původního z roku 1723 a 1861, který byl zničen v 2.s.v. Maják je vysoký 17 m, zdroj světla je 133 m n. m.                                                                |
| Hoglandsý jižní                |         | funkční | 60°0′40″ N, 27°0′30″ E        | Postaven v roce 1906 |
| Kronštadtský (Nikolajevský)    |         |         | 59°58′42″ N, 29°44′52″ E      | Dvojice majáků u starého kronštadtského plavebního kanálu. Postaveny v roce 1857 a přestavěny v roce 1891 na ostrově Kotlin.                                                                                              |
| Seskarský                      |         | funkční | 60°2′7″ N, 28°21′44″ E        | Na ostrově Seskar stojí 30 m vysoký maják postaven v roce 1858 jako první litinový maják v Rusku. V lucerně byla instalována Fresnelova čočka.                                                                            |
| Kronštadtský                   |         | funkční | 47° 4′ 55″ N, 39° 7′ 43″ E    | Liniový maják před přístavem Dzičkanec v mořském plavebním kanále Petrohrad |
| Sommers                        |         | funkční | 60° 12′ 25″ N, 27° 38′ 29″ E  | První maják byl postaven v roce 1808 a další v roce 1866. Majáky byl zničen finským letectvem v Zimní válce (1939–1940), osádka byla evakuována. Po roce 1944 ostrov připadl Sovětskému svazu, který postavil nový maják. |
| Kabotažnaja Gavan Rear         |         |         |                               | Kronštadt, kanál Petra Velikého |
| Lesní molo liniový zadní       |         | funkční | 59°52′40.2″ N, 30°12′58.96″ E | Nejvyšší maják v Rusku a čtvrtý na světě. |
| Moščnyj                        |         |         | 60°02′10″N, 27°49′35″E        | Tři majáky, z toho dva liniové |
| Stirsudden (Sejveste)          |         | funkční | 60°11′8″ N, 29°1′47″ E        | maják postaven v roce 1873 |
| Tolbuchin                      |         | funkční | 60°02′33″N, 29°32′32″E        | Postaven 1718, kulturní památka |
| Šepeljovský                    |         | funkční | 59°59′8″ N, 29°7′38″ E        | |

## Barentsovo moře
| Název majáku         | Obrázek | Stav    | Souřadnice                   | |
| -------------------- | ------- | ------- | ---------------------------- | --- |
| Maják Kanin nos      |         | funkční | 68°39′20,22″N 43°17′38,88″ E | Maják postaven v roce 1915 na mysu Kanin nos                                                                   |
| Charlov (Semiostrov) |         | funkční |                              | Vysoký 11 m, světlo ve výšce 121 m n. m., dosvit 26 nm ARLHS ERU-096; Admiralty L6494; RU 2103–1050; NGA 15408 |
| Svatonosský          |         | funkční | 68°8′8,84″ N, 39°46′2,76″ E  | Dřevěný maják na poloostrově Kola na mysu Svatý Nos                                                            |

## Bílé moře
| Název majáku    | Obrázek | Stav    | Souřadnice                   |                                                 |
| --------------- | ------- | ------- | ---------------------------- | ----------------------------------------------- |
| Solovecký       |         | funkční | 65° 6′ 14″ N, 35° 35′ 15″ E  | Postaven v roce 1862                            |
| Nikodimský      |         | funkční | 66°06′24″ N, 39°06′48″ E     | Postaven v roce 1934                            |
| Tersko-Orlovský |         | funkční | 67° 11′ 58″ N, 41° 19′ 51″ E | 1847,20 m, výška světla 88 m n. m. dosvit 23 nm |

## Černé moře
| Název majáku | Obrázek | Stav    | Souřadnice                     | Poznámky                                                                          |
| ------------ | ------- | ------- | ------------------------------ | --------------------------------------------------------------------------------- |
| Anapa        |         | funkční | 44°53′17″ N, 37°17′57″ E       | Starý maják postaven v roce 1909 byl zničen za 2. s. v. Nový postaven v roce 1955 |
| Doob         |         | funkční | 44°37'37.798"N, 37°54'37.958"E | Mys Doob, Novorossijsk, postaven v roce 1879                                      |
| Gelendžik    |         | funkční | 44°33′01″ N, 38°03′01″ E       |                                                                                   |
| Gelendžik    |         | funkční | 44°34′28″ N 38°4′5″ E          | Postaven v roce 1897 v lázeňském městě Gelendžik.                                 |
| Sudžuk       |         | funkční | 44°39′56,14″ N, 37°49′26,72″ E | Západní vjezd do Novorossijského zálivu                                           |
| Utriš        |         | funkční | 44°45′31″ N, 37°22′41″ E       | Nachází se na ostrově Utriš, maják je kulturní památkou Ruska                     |

## Ladožské jezero
| Název majáku | Obrázek | Stav    | Souřadnice                     |                                                                  |
| ------------ | ------- | ------- | ------------------------------ | ---------------------------------------------------------------- |
| Osinovecký   |         | funkční | 60°7′7,6″ N, 31°4′49,6″ E      | maják 70 m vysoký je osmým nejvyšším tradičním majákem na světě  |
| Storoženský  |         | funkční | 60°31′53,11″ N, 32°37′33,58″ E | maják 71 m vysoký je čtvrtým nejvyšším kamenným majákem na světě |